# Вусач-щітник
Вусач-щітник (Exocentrus Dejean, 1835) — рід жуків з родини вусачів.

## Види
- Вусач-щітник липовий (Exocentrus lusitanus Linnaeus, 1767)
- Вусач-щітник рядковий (Exocentrus adspersus Mulsant, 1846)